# 美国罕见疾病组织
美国罕见疾病组织（英文：The National Organization for Rare Disorders ，縮寫：NORD）是美国一家以为罕见病患者服务为宗旨的非营利组织，主要方式是推动和资助相关研究、教育和合作。该组织成立于1983年，创办者是阿贝·迈耶斯，多个罕见病支持团体参与创办 。该组织是一家 501(c)3免税组织。

## 历史
1982年，罕见病家庭和支持团体成立了一个“非正式联盟”，呼吁立法支持孤儿药和治疗罕见病的药物研发。这个组织成功地使美国国会在1983年初通过了孤儿药法案（ODA）。
联盟最初由阿贝·迈耶斯领导，一位妥瑞症患者的母亲。妥瑞症不是罕见病，但迈耶斯的儿子得到一种孤儿药的救治。孤儿药法案通过后，这一联盟成立了美国罕见疾病组织，由迈耶斯担任主席。2007年，她宣布卸任主席职务。现任主席为皮特·索顿斯托尔。
美国罕见疾病组织自成立以来，一直收到美国联邦政府拨款和社会捐赠资助。

## 活动
美国罕见疾病组织主要活动包括资助罕见病的研究和治疗、游说立法（除了推动孤儿药法案通过，还推动立法使病例公开在互联网上和研发相关医疗器械）、普及罕见病知识、资助罕见病患者就医等。2009年2月，美国罕见疾病组织在美国发起开展国际罕见病日活动，这是美国首次开展国际罕见病日活动（欧洲在2008年2月第一次举办国际罕见病日活动）。